# Graham Watanabe
Graham Watanabe (Sun Valley, 19 de marzo de 1982) es un deportista estadounidense que compitió en snowboard, especialista en la prueba de campo a través. Consiguió una medalla de plata en los X Games de Invierno.

## Medallero internacional
| \| X Games de Invierno \| X Games de Invierno \| X Games de Invierno \| X Games de Invierno \| \| Año \| Lugar \| Medalla \| Prueba \| \| ------------------- \| ---------------------- \| ------------------- \| ------------------- \| \| 2009 \| Aspen (Estados Unidos) \| Medalla de plata \| Campo a través \| |                        |                  |                |
| X Games de Invierno |                        |                  |                |
| Año | Lugar                  | Medalla          | Prueba         |
| 2009 | Aspen (Estados Unidos) | Medalla de plata | Campo a través |